# Masanobu Andō
Masanobu Andō (安藤政信?, Andō Masanobu; Kawasaki, 19 maggio 1975) è un attore giapponese.

## Biografia
Entrato adolescente nel mondo dello spettacolo, Andō ha dimostrato nella sua ricca carriera di essere estremamente duttile e portato per una vasta gamma di ruoli: ha interpretato il tarato mentale in Innocent World, il banchiere di Space Travelers, il dottore in Transparent, il ninja e samurai in Red Shadow e persino un cadavere in Monday. Tuttavia, il ruolo per cui è più conosciuto a livello mondiale è quello di uno dei più grandi cattivi della storia del cinema giapponese, il gelido Kazuo Kiriyama, nel controverso quanto celebre capolavoro di Kinji Fukasaku, Battle Royale.
Vive a Tokyo e nel tempo libero si dedica alla fotografia.

## Filmografia

### Cinema
- Kids Return, regia di Takeshi Kitano (1996)
- Innocento warudo, regia di Ten Shimoyama (1998)
- Adrenaline Drive, regia di Shinobu Yaguchi (1999)
- Poppoya, regia di Yasuo Furuhata (1999)
- Supêsutoraberâzu, regia di Katsuyuki Motohiro (2000)
- Monday, regia di Sabu (2000)
- Battle Royale (バトル・ロワイヤル), regia di Kinji Fukasaku (2000)
- Satorare (Transparent: Tribute to a Sad Genius), regia di Katsuyuki Motohiro (2001)
- Red Shadow: Akakage, regia di Hiroyuki Nakano (2001)
- Drive, regia di Sabu (2002)
- TOKYO 10+01, regia di Higuchinsky (2003)
- Shôwa kayô daizenshû, regia di Tetsuo Shinohara (2003)
- Bôkoku no îgisu, regia di Junji Sakamoto (2004)
- 69 (Sixty nine), regia di Lee Sang-il (2004)
- Shinkuronishiti, regia di Macoto Tezuka (2004)
- Gimî hebun, regia di Toru Matsuura (2005)
- Kôrogi, regia di Shinji Aoyama (2006)
- Big Bang Love, Juvenile A (46-okunen no koi), Regia di Takashi Miike (2006)
- Seishun kinzoku batto, regia di Kazuyoshi Kumakiri (aka Green Mind, Metal Bats, 2006)
- Strawberry Shortcakes, regia di Hitoshi Yazaki (2006)
- Sakuran, regia di Mika Ninagawa (2006)
- Sukiyaki Western Django, regia di Takashi Miike (2007)
- Nightmare Detective - Il cacciatore di sogni (Akumu Tantei), regia di Shin'ya Tsukamoto (2007)
- Dao jiàn xiào, regia di Wuershan (2010)
- Sumagurâ: Omae no mirai o hakobe, regia di Katsuhito Ishii (2010)
- Saideke Balai, regia di Wei Te-Sheng (2011)
- Petaru dansu, regia di Hiroshi Ishikawa (2013)
- Gonin sâga, regia di Takashi Ishii (2015)
- Sērā-fuku to kikanjū, regia di Kōji Maeda (2016)
- La battaglia dei demoni (Sadako vs. Kayako), regia di Kōji Shiraishi (2016)
- Still Life of Memories, regia di Hitoshi Yazaki (2018)
- Kirakira megane, regia di Kazutoshi Inudô (2018)
- Rurouni Kenshin: The Beginning, regia di Keishi Ōtomo (2021)
- City Hunter, regia di Yûichi Satô (2024)

### Televisione
- Seinen wa kouya wo mezasu, regista sconosciuto – film TV (1999)
- Kimi ni sasageru Emblem, regia di Masaki Nishiura – film TV (2017)
- Kôdo burû – serie TV, 10 episodi (2017)
- Black Scandal – miniserie TV, 10 episodi (2018)
- Cheers To The Miki Clinic – miniserie TV, 10 episodi (2019)

## Doppiatori italiani
Nelle versioni in italiano nelle opere in cui ha recitato, Masanobu Andō è stato doppiato da:
- Fabrizio Picconi in Nightmare Detective - Il cacciatore di sogni
- Alex Polidori in Rurouni Kenshin: The Beginning
- Nanni Baldini in City Hunter

## Riconoscimenti
- Awards of the Japanese Academy
  - 1997 – Miglior attore esordiente per Kids Return